# چاه عمیق شماره ۴ کل داغلان موسی جغتایی
چاه عمیق شماره ۴ کل داغلان موسی جغتایی یک منطقهٔ مسکونی در ایران است که در دهستان جغتای واقع شده‌است. چاه عمیق شماره ۴ کل داغلان موسی جغتایی ۸۰ نفر جمعیت دارد.